# Denham Green
Denham Green är en by i Buckinghamshire i England. Orten har 2 269 invånare (2001).